# Macrosiphoniella zayuensis
Macrosiphoniella zayuensis är en insektsart. Macrosiphoniella zayuensis ingår i släktet Macrosiphoniella och familjen långrörsbladlöss. Inga underarter finns listade i Catalogue of Life.